# Кіріченко Олексій Олександрович
Олексі́й Олекса́ндрович Кіріче́нко — старший солдат Збройних сил України.

## Нагороди та вшанування
- Указом Президента України № 741/2019 від 10 жовтня 2019 року за «особисту мужність і самовіддані дії, виявлені у захисті державного суверенітету та територіальної цілісності України» орденом «За мужність» III ступеня[1]